# Lac Nokoué
Le lac Nokoué est un lac situé dans le Sud du Bénin. Il mesure 20 km de long et 11 km de large, et couvre une superficie de 4 900 ha. Le lac est partiellement alimenté par les fleuves Ouémé et Sô, qui drainent vers le lac les sédiments de la région.
La ville de Cotonou se trouve sur le bord sud du lac. Des sections de la population de Cotonou ont été déplacées par les inondations côtières et lacustres. Sur les bords nord du lac se trouve la ville de Ganvié.

## Économie
En raison de la diversité de sa faune, le lac constitue une source importante de nourriture et d'activité économique pour ces villes. La pêche y est meilleure lorsque l’eau est basse, entre les mois de novembre et juin. Plus d'une trentaine d'espèces de poissons y sont pêchées. Les familles des cichlidés, des clupéidés et des penaeidés représentent 85% des prises. La pêche est devenue moins florissante au cours des années 90, du fait de l'accroissement du nombre de pêcheurs sur le lac. La pêche est généralement artisanale, avec de petites pirogues à équipage, capturant de petits lots de poissons. La production de poisson estimée du lac est de 2 tonnes par hectare et par an.
Le lac est également utilisé pour l'installation d'Acadja, une technique d’élevage de poissons.

## Hydrologie
Le lac est en grande partie une lagune. Avec la topographie basse qui l’entoure, il pourrait doubler de taille et être inondé à mesure que le changement climatique mondial fait progressivement monter le niveau de la mer. Cette évolution présente un risque de salinisation future, ce qui rendrait le lac d’eau douce plus saumâtre et pourrait modifier son écologie. Différentes parties du lac alternent actuellement entre des écosystèmes d’eau douce et saumâtre, avec une profondeur moyenne d’environ 1,5 mètre. Les températures normales dans tout le lac varient entre 27 et 29 °C.

Le lac reçoit également des apports de pesticides et de métaux lourds issus des industries situées en amont et des zones habitées. Si les pesticides détectés dans les poissons restent en dessous des seuils dangereux, la présence de métaux lourds dans l’eau peut atteindre des niveaux préjudiciables pour les poissons et pour la santé humaine.

## Géologie
Le fond du lac est constitué d'un mélange de sable, de sable boueux et de couches de boue.

## Écologie
Le lac Nokoué abrite au moins 78 espèces de poissons. Plusieurs espèces d’oiseaux tirent parti de cette diversité de poissons comme source de nourriture, de même que certaines espèces de loutres.

## Galerie

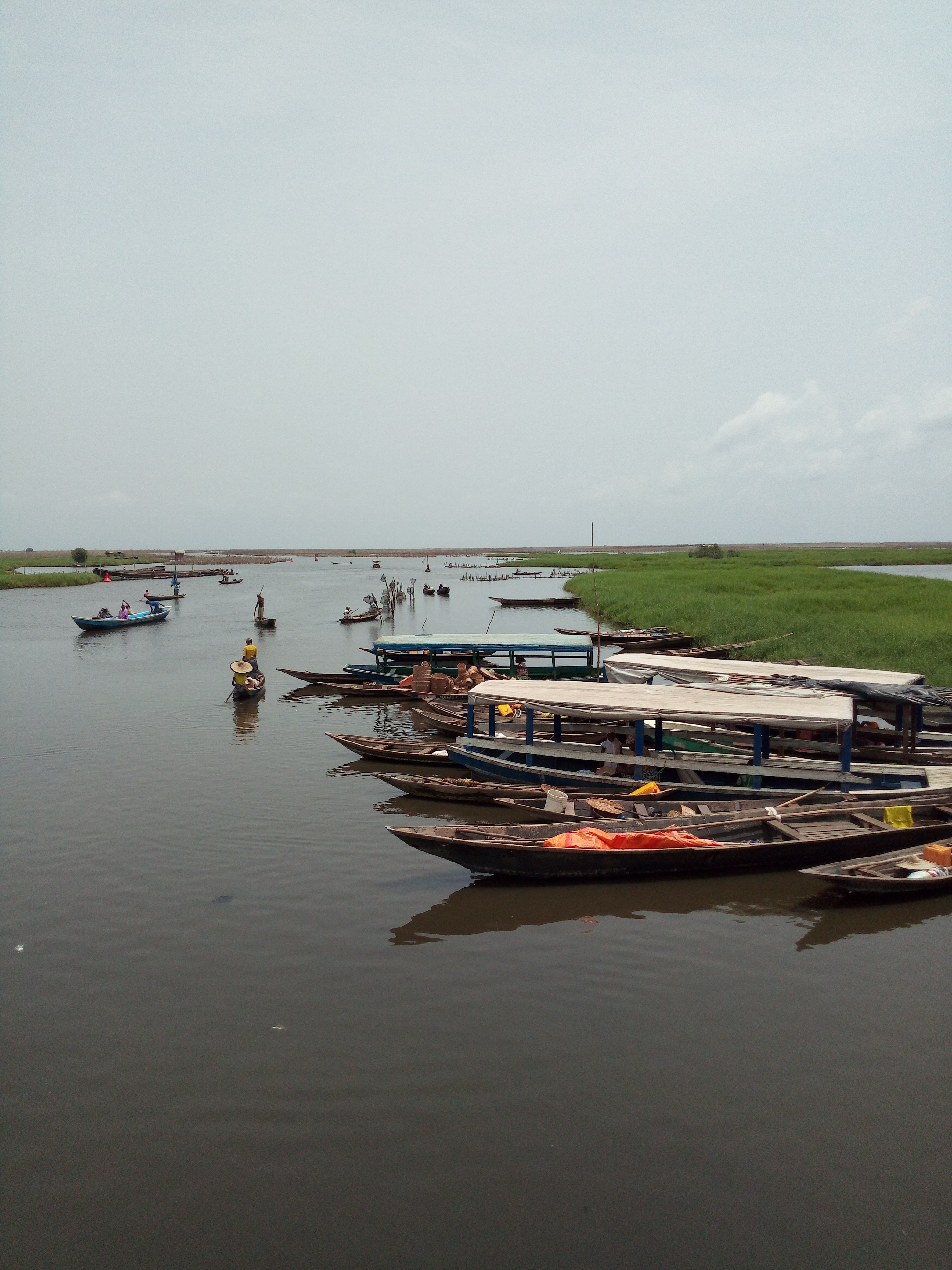
Lac Nokoué
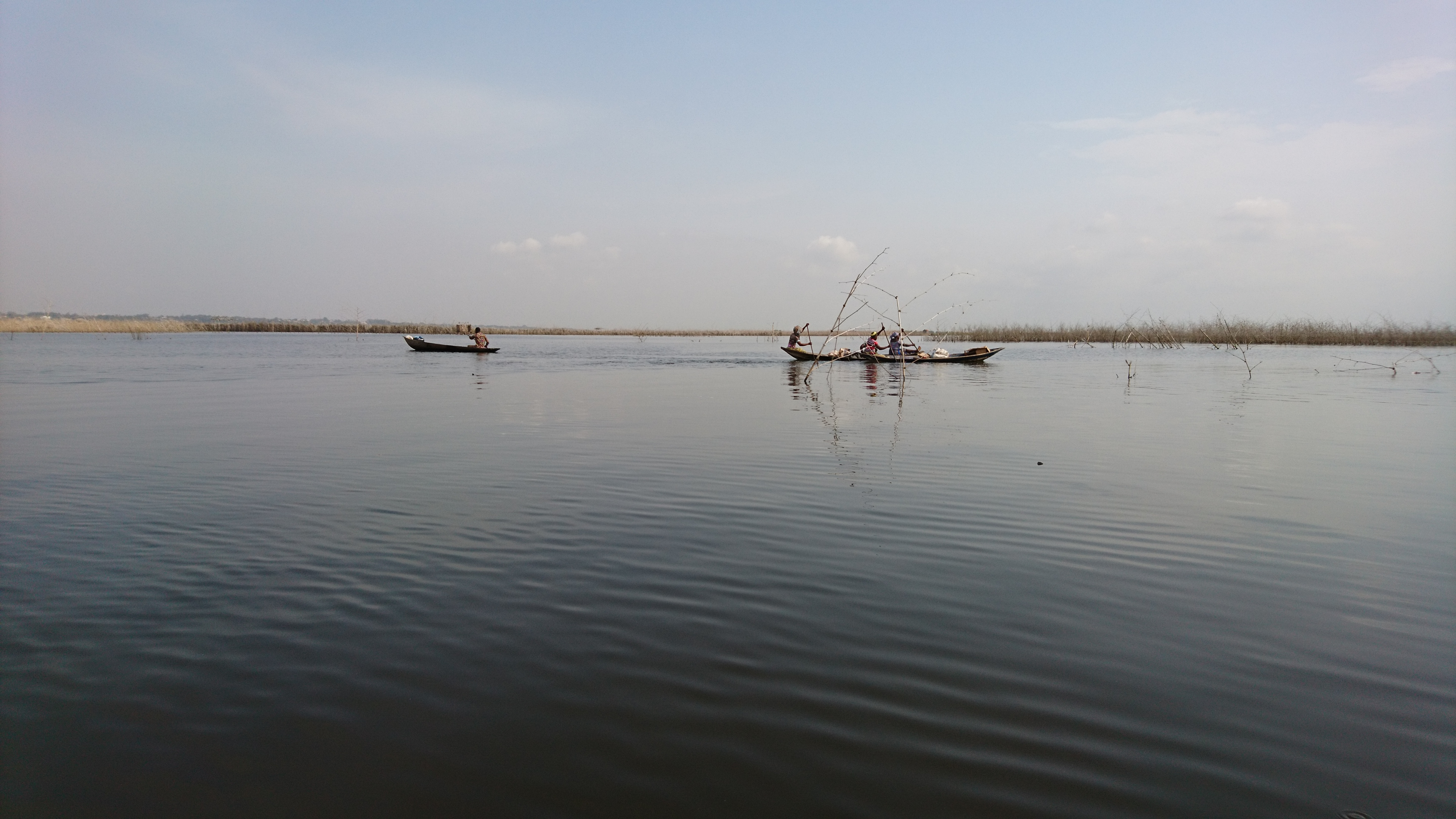
Lac Nokoué
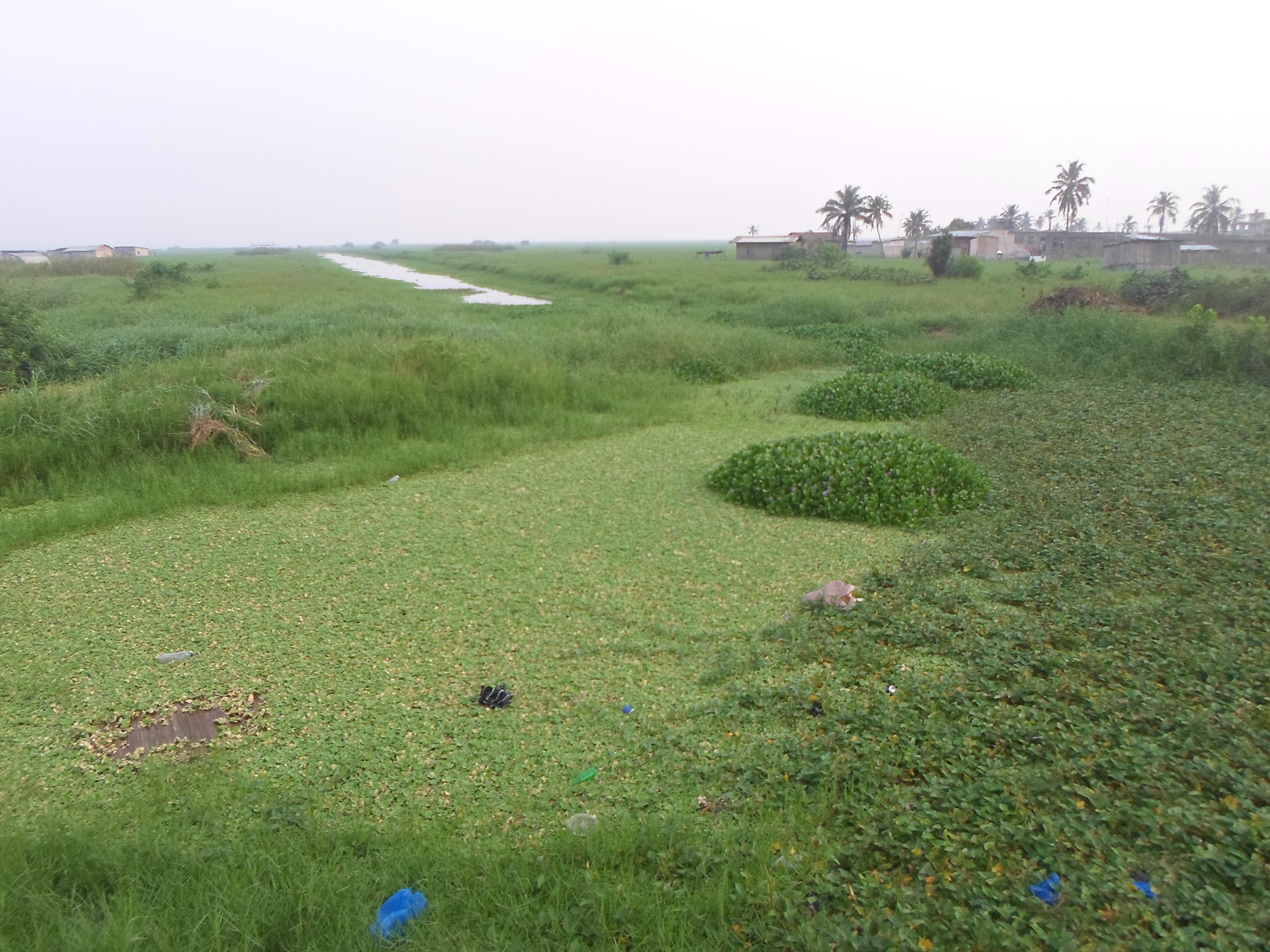
Bord du lac Nokoué
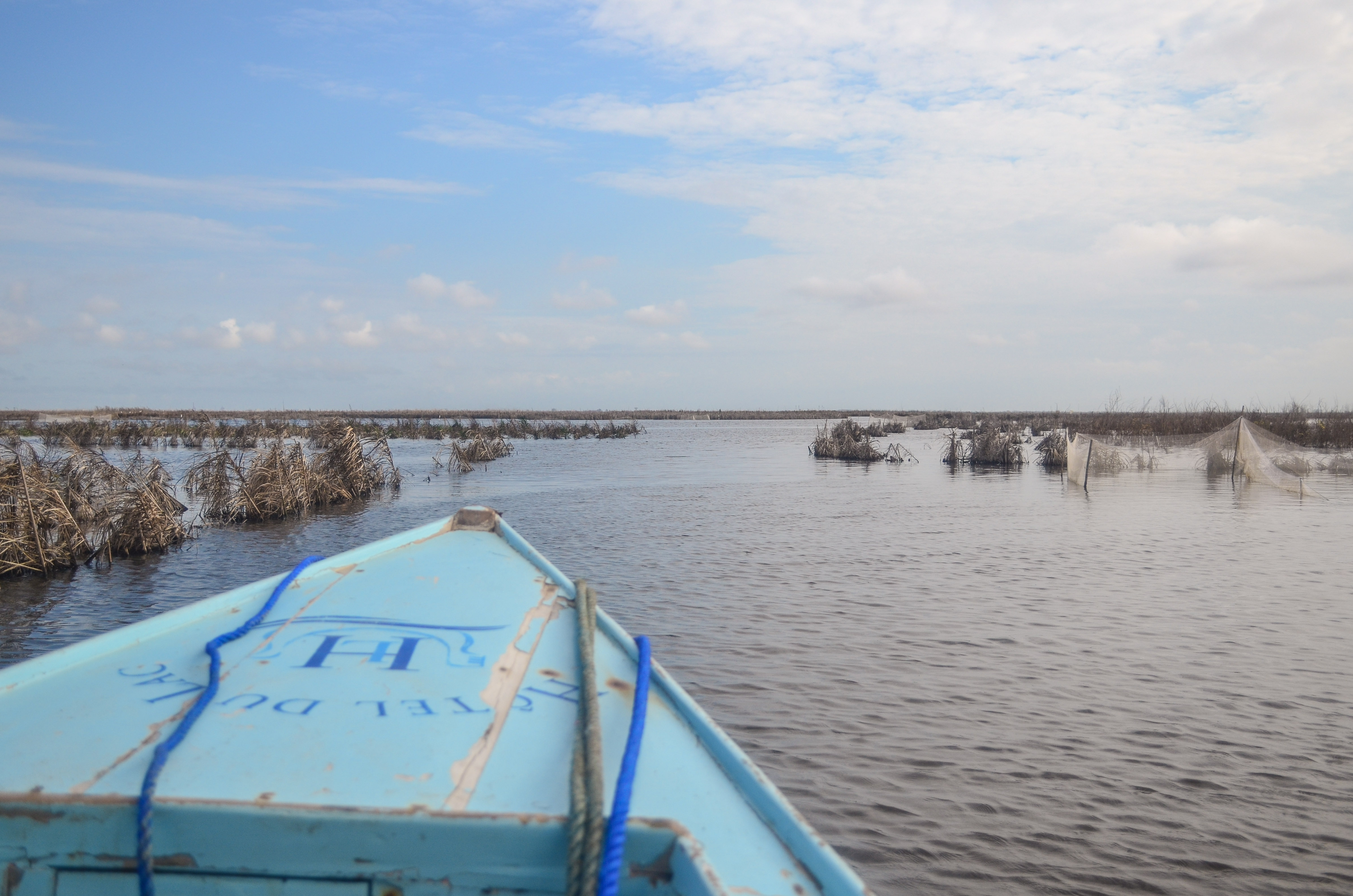
Lac Nokoué, le 5 octobre 2013
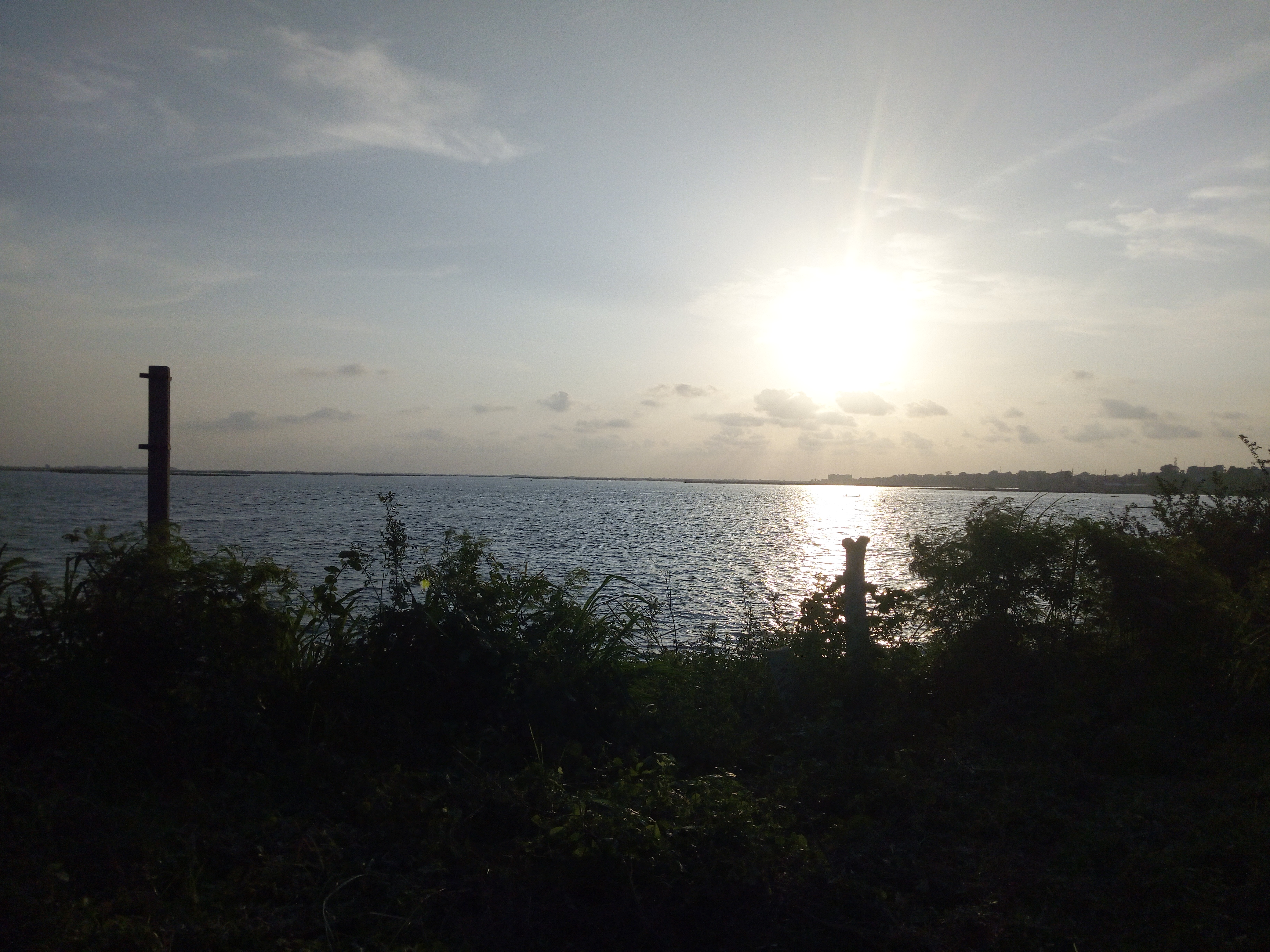
Coucher de soleil

### Note
- (fr) Cet article est partiellement ou en totalité issu de l’article de Wikipédia en français intitulé « Lac Nokoué » (voir la liste des auteurs).